# Согратлинский сельсовет
Согратлинский сельсовет  — административно-территориальная единица и муниципальное образование, имеющее статус сельского поселения и находящееся в Гунибском районе Дагестана Российской Федерации.
Административный центр — село Согратль.

## Население
| 2002  | 2010  | 2012  | 2013  | 2014  | 2015  | 2016  |
| ----- | ----- | ----- | ----- | ----- | ----- | ----- |
| 2434  | ↗2496 | ↗2576 | ↗2592 | ↗2616 | ↗2651 | ↗2668 |
| 2017  | 2018  | 2019  | 2020  | 2021  | 2023  | 2024  |
| ↗2675 | ↘2666 | ↗2677 | ↗2708 | ↗2871 | ↗2875 | ↘2850 |
| 2025  |       |       |       |       |       |       |
| ↘2847 |       |       |       |       |       |       |

## Состав
| № | Населённый пункт | Тип населённого пункта       | Население |
| - | ---------------- | ---------------------------- | --------- |
| 1 | Наказух          | село                         | ↗170      |
| 2 | Согратль         | село, административный центр | ↗2701     |